# Le Tunnel (film)
Pour les articles homonymes, voir Le Tunnel.
Pour plus de détails, voir Fiche technique et Distribution.
Le Tunnel est un film franco-allemand de Curtis Bernhardt sorti en 1933, adapté du roman éponyme de l'auteur allemand Bernhard Kellermann.
Le film a été également tourné dans une version allemande, sous le titre Der Tunnel, avec une distribution différente.

## Résumé
L'ingénieur Mac Allan est chargé de la construction d'un tunnel sous l'Atlantique, reliant l'Amérique à l'Europe. Malgré les intrigues et les sabotages, malgré une catastrophe et la mort accidentelle de sa jeune femme, Mac Allan parvient à mener sa tâche à bien, grâce à l'enthousiasme de ses collaborateurs et de ses ouvriers.

## Fiche technique
- Réalisation : Kurt Bernhardt
- Scénario : d'après le roman Le Tunnel de Bernhard Kellermann
- Adaptation : Kurt Bernhardt, Reinhart Steinbicker
- Dialogue : Alexandre Arnoux
- Décors : Karl Vollbrecht, Heinz Frenchel
- Photographie : Carl Hoffmann
- Musique : Walter Gronostay
- Montage : Rudi Fehr
- Production : Vandor Films
- Distribution : Cinédis - Gentel et Cie
- Format : Noir et blanc -  Son mono - 1,37:1
- Durée : 73 minutes
- Date de sortie : 
  - France - 29 novembre 1933 ou 15 décembre 1933 (Source Musée Jean Gabin à Mériel)

## Distribution
- Jean Gabin : l'ingénieur Mac Allan
- Madeleine Renaud : Mary Mac Allan, la femme
- André Nox : M. Loyd, le banquier
- Edmund van Daële : Charles Baillère, le contremaître
- Robert Le Vigan : Brooce, le saboteur
- Raymonde Allain : Ethel Lloyd, la femme du banquier
- André Bertic : Gordon, un autre banquier
- Gustaf Gründgens : Woolf, le président du syndicat
- Victor Vina : l'orateur
- Philippe Richard : l'ingénieur Harriman
- Henry Valbel : un ouvrier
- Pierre Nay : Hobby, l'ami des Mac Allan
- Alexandre Arnoux
- William Burke
- Henry Trévoux